# هیچ‌کس خونه نیست (ترانه آوریل لوین)
«هیچ‌کس خونه نیست» (انگلیسی: Nobody's Home) ترانه‌ای از خواننده-ترانه‌سرای کانادایی آوریل لوین است. ترانه سومین تک‌آهنگ از دومین آلبوم استودیویی‌اش زیر پوست من (۲۰۰۴) است. این ترانه را لوین و بن مودی سروده‌اند و توسط دان گیلمور تهیه شده‌است. «هیچ‌کس خونه نیست» یک قطعهٔ «بالاد راک» است.
این ترانه از نظر انتقادی و تجاری مورد استقبال قرار گرفت و به رتبهٔ ۴۱ در ۱۰۰ تک‌آهنگ داغ بیلبورد ایالات متحده رسید و همچنین وارد ۴۰تای برتر جدول استرالیا و نه کشور اروپایی از جمله اتریش، یونان، ایرلند و پادشاهی متحده قرار گرفت. بی-ساید تک‌آهنگ با عنوان «همیشه آنچه می‌خوام رو می‌گیرم» در ۳۱ اکتبر ۲۰۰۴ به عنوان یک تک‌آهنگ تبلیغاتی منتشر شد.